# Hoje Eu Quero Voltar Sozinho
Hoje Eu Quero Voltar Sozinho (Nederlands: 'Vandaag wil ik alleen teruggaan') is een Braziliaanse film uit 2014. De film is internationaal bekend onder de Engelse titel The Way He Looks. De film is een romantisch coming-of-age-drama over een ontluikende homoliefde tussen twee middelbareschoolleerlingen en is geregisseerd en mede geproduceerd door de Braziliaanse regisseur Daniel Ribeiro. De film is gebaseerd op de korte film Eu não quero voltar sozinho ('Ik wil niet alleen teruggaan') van dezelfde regisseur. De hoofdrollen worden vertolkt door de acteurs: Ghilherme Lobo, Fabio Audi en Tess Amorim die tevens dezelfde rollen vertolken als in de korte film.

## Plot
De blinde tiener Leonardo wordt verliefd op zijn nieuwe klasgenoot Gabriel. Zijn vriendschap met zijn beste vriendin Giovana wordt op de proef gesteld wanneer zij merkt dat er een afstand ontstaat tussen haar en Leonardo.

## Verhaal
Het verhaal gaat over de blinde tiener Leonardo (Ghilherme Lobo) die meestal Leo wordt genoemd. Zijn klasgenote en beste vriendin Giovana (Tess Amorim) begeleidt hem van huis naar school. Zij praten vaak over de dingen die tieners doorgaans bezighouden: liefde, intimiteit, seksualiteit, en zelfstandigheid. Leo’s ouders zijn bezorgd en vinden het moeilijk hem meer vrijheden te geven gezien zijn leeftijd en zijn blindheid.
Op een dag komt Gabriel (Fábio Audi), een nieuwe leerling, in Leo’s klas. Hij is net in São Paulo komen wonen. Al vrij snel komen Leo en Gabriel met elkaar in contact en ontwikkelen een hechte vriendschap. Die vriendschap wordt hechter wanneer zij samen een werkstuk moeten maken over de Spartanen bij Leo thuis. Gabriel nodigt Leo uit om samen met hem naar de maansverduistering te gaan 'kijken' en hij legt aan de hand van een drietal stenen uit wat de relatieve posities zijn van de de maan, de aarde en de zon ten opzichte van elkaar tijdens de verduistering. Wanneer Gabriel Leo terug naar huis heeft gebracht, vraagt hij of Leo zijn sweatshirt, die nog in Leo's kamer ligt, de volgende dag mee wil nemen naar school. Leo’s gevoelens worden duidelijk wanneer hij aan het shirt ruikt en zichtbaar geniet van Gabriels geur.
Na een feestje, georganiseerd door klasgenote Karina, voelt Leonardo zich gefrustreerd omdat hij nog nooit met iemand heeft gekust en uit dit aan Gabriel. In zijn dronken staat geeft Gabriel een snelle kus op de mond. Later claimt Gabriel dat hij zich niks meer herinnert van het hele feest, omdat hij te dronken zou zijn geweest.
Enige tijd later gaan alle leerlingen op biokamp en hebben aldaar, op de laatste dag, een feest. Gabriel had eveneens flink gedronken op dit feest maar sprak na het feest in vol detail over wat er allemaal was gebeurd. Gezeten in Leo's kamer, merkte Leo op dat Gabriel wel heel erg veel moet hebben gedronken op het feest van Karina als hij zich niets meer van dat feest kon herinneren, terwijl hij in vol detail over het biokampfeest sprak.
Gabriel wist op dat moment dat Leo hem doorhad. Gabriel maakt duidelijk in verholen termen dat hij zich voelt aangetrokken tot Leo en stelt hem de vraag: "Leo, als je ooit een kus hebt gestolen van iemand, hoe zou je die dan teruggeven?". Waarna Leonardo Gabriel benadert en hem teder kust. Waarna zij elkaar omarmen, zichtbaar genietend van elkaars nabijheid.
De film eindigt met Leonardo, Gabriel, en Giovana die samen naar huis lopen, waarbij Leonardo en Gabriel samen hand in hand lopen. 

## Rolverdeling
| Acteur            | Personage  |
| ----------------- | ---------- |
| Ghilherme Lobo    | Leonardo   |
| Fábio Audi        | Gabriel    |
| Tess Amorim       | Giovana    |
| Eucir de Souza    | Carlos     |
| Isabela Guasco    | Karina     |
| Selma Egrei       | Maria      |
| Júlio Machado     | Professor  |
| Naruna Costa      | Professora |
| Lúcia Romano      | Laura      |
| Victor Filgueiras | Guilherme  |
| Pablo Carvalho    | Fabio      |

## Muziek
In de film wordt veel muziek gebruikt, waaronder een aantal klassieke composities. Hieronder volgt een lijst met alle muziekstukken die in de film worden gebruikt.
- De notenkraker - Pjotr Iljitsj Tsjaikovski
- Spiegel im Spiegel - Arvo Pärt
- There's too much love - Belle & Sebastian
- Vioolconcert nr. 3 - Wolfgang Amadeus Mozart
- Suite nr. 1 in G majeur voor cello - Johann Sebastian Bach
- Vagalumes cegos - Canções de Apartamento
- Hongaarse dans nr. 5 - Johannes Brahms
- II. Andante con moto - Pianotrio Nr. 2 - Franz Schubert
- Modern Love - David Bowie
- Let's Get It On - Marvin Gaye
- Beijo roubado em segredo (Een kus gestolen in het geniep) - Tatá aeroplano en Juliano Polimeno
- Start a War - The National

## Release en ontvangst
De film ging in première op het 64e Internationaal filmfestival van Berlijn op 10 februari 2014. De film won op het festival twee prijzen, namelijk de FIPRESCI en de Teddy Award. Op 10 april van datzelfde jaar ging de film in première in Brazilië. De film kreeg lovende recensies van zowel recensenten als publiek, met een score van 93% op Rotten Tomatoes, gebaseerd op 43 beoordelingen.
De film werd geselecteerd als Braziliaanse inzending voor de Oscar voor beste niet-Engelstalige film voor de 87ste Oscaruitreiking maar werd niet genomineerd.